# Domenico Jachino
Domenico Jachino (Alessandria, 1909 – Africa Settentrionale Italiana, 3 settembre 1942) è stato un militare italiano insignito della medaglia d'oro al valor militare alla memoria nel corso della seconda guerra mondiale.

## Biografia
Nacque ad Alessandria nel 1909, figlio di Giovanni e Angela Clapiè. Dopo aver conseguito la maturità classica nella sua città natale, entrò come allievo nella Regia Accademia Militare di Fanteria e Cavalleria di Modena dalla quale uscì con il grado di sottotenente in servizio permanente effettivo nell'arma di fanteria nel settembre 1930. Frequentata la Scuola di applicazione d'arma venne assegnato al 63º Reggimento fanteria "Cagliari" di stanza a Vercelli conseguendo la promozione a tenente nel 1932 e tre anni dopo, il 15 settembre 1935, partì con il suo reggimento mobilitato per l’'Africa Orientale. Trasferito poi nel Regio corpo truppe coloniali d'Eritrea, fu dapprima assegnato alla compagnia presidiaria di Dire Daua e dal novembre 1936 al XXXIX Battaglione coloniale. Rientrato in Italia nel luglio 1937, fu ammesso al 69º corso dell’Istituto superiore di guerra ottenendovi la promozione a capitano nel settembre 1939. Nel febbraio 1941, ufficiale in servizio di Stato maggiore, ritornava in Africa con la 132ª Divisione corazzata "Ariete" in servizio nella quale prese parte alle operazioni belliche per la riconquista della Cirenaica e all'assedio di Tobruch rimanendo anche ferito in combattimento. Cadde in combattimento il 3 settembre 1942, e fu decorato con la medaglia d'oro al valor militare alla memoria.